# 大陸反攻
大陸反攻（たいりくはんこう 中国語:反攻大陸、英語:Counterattack the mainland）は、中華民国の国民党政権によって目指されていた計画。

## 概要
中華民国の国民党政権は1949年に台湾に移転した。それからの中華民国国民党政権は、中華人民共和国となっている大陸を武力で奪還するという大陸反攻を大いに主張していた。蒋介石の生涯の夢であった事柄であった。台湾に拠点を移した蒋介石は、そこから中国全土の再統一を目指していたのであった。蒋介石は大陸反攻を最優先の目標として、5年をかけて成功させるというスローガンを掲げていた。
蒋介石は大陸反攻を行えずに死去するのであるが、それまでの台湾では様々な大陸反攻の計画が策定されていた。その中で最初に策定された計画というのは日本人によるものであった。その日本人とは旧帝国陸軍の参謀によって構成されていた白団という台湾の軍事の顧問団であった。
1958年に中華人民共和国で推進された大躍進政策は、中国全土で大飢饉と社会的な不安定をもたらしていた。国民党政府はこれを大陸反攻の好機とみなして、1961年から1962年にかけて台湾移転後に初めて本格的に大陸反攻の作戦を発動しようとしていた。この時期である1962年6月に中華人民共和国は福建省の前線地域に大規模な軍事動員を行い、アメリカ合衆国政府に大陸反攻の不支持をさせて、国民党政府に軍事計画を放棄させたと言われていた。
1979年にアメリカ合衆国と中華民国は断交して、アメリカ合衆国は台湾関係法を制定した。このことで国民党政府は台湾の防衛に関してはアメリカ合衆国から一応の補償を得ることはできるようになったが、米華相互防衛条約のようなアメリカ合衆国に台湾を防衛する義務は無くなった。このため蔣経国は単独で台湾を防衛することを想定して、大陸反攻の体制であった軍隊を台湾防衛の軍隊に改編させた。そしてそれからの米国から提供される兵器は米国の判断で選択されるようになっていたことから、国民党軍の需要に合った兵器とは限らなくなっていた。このため大陸反攻のイデオロギーが濃い陸軍を削減して経費を捻出して、兵器の自主開発や米国以外からの調達を進めていた。このようにして蔣経国は大陸反攻の構想を実質的に放棄した。